# تامارا جنکینس
تامارا جنکینس (انگلیسی: Tamara Jenkins؛ زادهٔ ۲ مهٔ ۱۹۶۲) یک هنرپیشه، کارگردان، و فیلم‌نامه‌نویس اهل ایالات متحده آمریکا است. وی بین سال‌های ۱۹۹۱ تا ۲۰۰۷ میلادی فعالیت می‌کرد.
وی همچنین برنده جوایزی همچون کمک هزینه گوگنهایم شده است.
او در فیلم تصادفات شاد و عشق در زمان پول داشتن بازی کرده است.